# Jeugdfilmfestival Antwerpen
Het Jeugdfilmfestival Antwerpen is een jaarlijks filmfestival in Antwerpen dat zich richt op kinderen en jongeren van 1,5 tot 18 jaar. Het festival wordt georganiseerd door JEF vzw, een organisatie die in Vlaanderen actief is op het gebied van vertoning van jeugdfilms, media-educatie en productie voor jonge kijkers. Het festival vindt plaats tijdens de krokusvakantie en biedt filmvertoningen, interactieve installaties, workshops en games aan voor een jong publiek. Het JEF festival combineert klassieke filmvertoningen met moderne media-ervaringen. Naast premières van binnen- en buitenlandse jeugdfilms, kunnen bezoekers deelnemen aan een medialab met digitale installaties, of zelf creatief aan de slag in workshops rond film maken, animatie en virtual reality.

## Geschiedenis
Het festival ontstond uit het bestaande jeugdfilm-aanbod van JEF vzw. In 2024 kreeg het een nieuwe huisstijl, ontwikkeld door het creatieve bureau Lucy en werd het herpositioneerd als een inclusief en interactief medialuik voor een jonge doelgroep. JEF wordt ondersteund door partners als de Vlaamse Gemeenschap, VAF en verschillende steden. De hoofdlocatie ligt in het Zuiderpershuis. Het festival heeft ook activiteiten in andere Vlaamse steden waaronder Brugge, Gent, Kortrijk, Leuven, Roeselare en Hamme.

## Prijzen
Tijdens elke editie worden diverse prijzen uitgereikt, waaronder de publieksprijs, de prijs van de kinderjury en de prijs van de internationale jury. In 2025 won de Deense film Honey zowel de publieksprijs als die van de kinderjury. De animatiefilm Door dik en dun uit Tsjechië werd bekroond door de internationale jury.